# 布魯克斯水母
布魯克斯水母（學名：Brooksella alternata）是一種已滅絕的海綿，生存於中寒武紀的海洋中。其化石於美國阿拉巴馬州和喬治亞州的Conasauga組中被發現。 牠們的化石呈葉狀，通常具有6個或更多的裂片。

## 分類歷史
布魯克斯水母在1896年被查尔斯·都利特·沃尔科特首次描述，並將其獨立一科布魯克斯水母科（Brooksellidae），將其劃入刺絲胞動物門缽水母綱。後來卡斯特（Caster, K.E）將其劃為一獨立新綱──原水母綱。後來更進一步的研究認為布魯克斯水母應當屬於多孔動物門六放海绵綱的成員，故基本上原水母綱已經廢棄不用。